# Elecciones municipales de Ica de 2022
Las elecciones municipales de Ica de 2022 se llevaron a cabo el 2 de octubre de 2022 para elegir al alcalde y al Concejo Provincial de Ica para el periodo 2023-2026. La elección se celebró simultáneamente con elecciones regionales y municipales (provinciales y distritales) en todo el Perú.

## Sistema electoral
La Municipalidad Provincial de Ica es el órgano administrativo y de gobierno de la provincia de Ica. Está compuesta por el alcalde y el Concejo Provincial.
La votación del alcalde y el concejo se realiza en base al sufragio universal, que comprende a todos los ciudadanos nacionales mayores de dieciocho años, empadronados y residentes en la provincia de Ica y en pleno goce de sus derechos políticos, así como a los ciudadanos no nacionales residentes y empadronados en la provincia de Ica. No hay reelección inmediata de alcaldes.
El Concejo Provincial de Ica está compuesto por 13 regidores elegidos por sufragio directo para un período de cuatro (4) años, en forma conjunta con la elección del alcalde (quien lo preside). La votación es por lista cerrada y bloqueada. Se asigna a la lista ganadora los escaños según el método d'Hondt o la mitad más uno, lo que más le favorezca.

## Composición del Concejo Provincial de Ica
La siguiente tabla muestra la composición del Concejo Provincial de Ica antes de las elecciones.
| Partidos | Partidos                                    | Regidores |
| -------- | ------------------------------------------- | --------- |
|          | Movimiento Regional Obras por la Modernidad | 8         |
|          | Avanza País                                 | 3         |
|          | Unidos por la Región                        | 1         |
|          | Fuerza Popular                              | 1         |

## Elecciones internas
Los partidos políticos realizaron la convocatoria a elecciones internas (15–22 de enero de 2022) para definir a los candidatos de sus organizaciones en listas cerradas y bloqueadas. Se someten a elección las candidaturas a:
- Alcaldía Provincial de Ica (1 candidatura).
- Concejo Provincial de Ica (13 candidaturas).
- Alcaldías distritales de Ica (13 candidaturas).
- Concejos distritales de Ica (77 candidaturas).

Existen dos modalidades para la organización de las elecciones internas:
- Modalidad de elección directa: con voto universal, libre, voluntario, igual, directo y secreto de los afiliados. Será la modalidad utilizada por Alianza para el Progreso,[5] Acción Popular[6] y Somos Perú.[7] Las elecciones serán el 15 de mayo de 2022.
- Modalidad de delegados: a través de delegados previamente elegidos mediante voto universal, libre, voluntario, igual, directo y secreto de los afiliados. Será la modalidad utilizada por Movimiento Regional Obras por la Modernidad,[8] Fuerza Popular,[9] Perú Libre,[10] Podemos Perú,[11] Uno por Ica[12] y Renovación Popular.[13] Las elecciones serán el 22 de mayo de 2022.

## Partidos y candidatos
A continuación se muestra una lista de los principales partidos y alianzas electorales que participan en las elecciones:
| Candidatura | Candidatura | Partidos y alianzas                                     | Candidatos | Candidatos                 | Ideología                                                           | Resultado previo | Resultado previo | Ref.   |
| Candidatura | Candidatura | Partidos y alianzas                                     | Candidatos | Candidatos                 | Ideología                                                           | Votos (%)        | Reg.             | Ref.   |
| ----------- | ----------- | ------------------------------------------------------- | ---------- | -------------------------- | ------------------------------------------------------------------- | ---------------- | ---------------- | ------ |
|             | G           | Lista - Movimiento Regional Obras por la Modernidad (G) |            | José Gálvez Chávez         | Regionalismo iqueño                                                 | 25.86%           | 8                | [ 14 ] |
|             | FP          | Lista - Fuerza Popular (FP)                             |            | Eduardo Ojeda Dávila       | Fujimorismo Conservadurismo social Populismo de derecha             | 14.28%           | 1                |        |
|             | APP         | Lista - Alianza para el Progreso (APP)                  |            | Julio Condori Flores       | Liberalismo económico Conservadurismo liberal Populismo de derecha  | 3.21%            | 0                | [ 14 ] |
|             | AP          | Lista - Acción Popular (AP)                             |            | Milton Navarro Guillen     | Partido atrapalotodo                                                | Nuevo            | Nuevo            |        |
|             | SP          | Lista - Somos Perú (SP)                                 |            | Mercedes Nacimiento Quispe | Democracia cristiana Conservadurismo social                         | Nuevo            | Nuevo            |        |
|             | PP          | Lista - Podemos Perú (PP)                               |            | Carlos Praeli Rojas        | Conservadurismo social Populismo Nacionalismo                       | Nuevo            | Nuevo            |        |
|             | U           | Lista - Uno por Ica (U)                                 |            | Carlos Reyes Roque         | Regionalismo iqueño                                                 | Nuevo            | Nuevo            | [ 14 ] |
|             | RP          | Lista - Renovación Popular (RP)                         |            | José Choque Gutiérrez      | Ultraconservadurismo Fundamentalismo cristiano Populismo de derecha | Nuevo            | Nuevo            | [ 14 ] |

## Sondeos de opinión
Las siguientes tablas enumeran las estimaciones de la intención de voto en orden cronológico inverso, mostrando las más recientes primero y utilizando las fechas en las que se realizó el trabajo de campo de la encuesta. Cuando se desconocen las fechas del trabajo de campo, se proporciona la fecha de publicación.
Leyenda:
     Sondeo realizado en el periodo de prohibición legal de la difusión de sondeos de intención de voto.

### Intención de voto
La siguiente tabla enumera las estimaciones ponderadas (sin incluir votos en blanco y nulos) de la intención de voto.
| Encuestadora/Medio             | Fecha          | Muestra | Carlos Reyes | Julio Condori | José Gálvez | José Choque | Carlos Praeli | Mercedes Nacimie. | Eduardo Ojeda | Milton Navarro | Dif. |  |  |  |
| ------------------------------ | -------------- | ------- | ------------ | ------------- | ----------- | ----------- | ------------- | ----------------- | ------------- | -------------- | ---- |  |  |  |
| Encuestadora/Medio             | Fecha          | Muestra |              |               |             |             |               |                   |               |                |      |  |  |  |
| Elecciones municipales de 2022 | 2 oct 2022     | —       | 31.1         | 21.2          | 17.9        | 10.6        | 7.5           | 4.3               | 3.8           | 3.7            | 9.9  |  |  |  |
|                                |                |         |              |               |             |             |               |                   |               |                |      |  |  |  |
| Ipsos Perú/América             | 2 oct 2022     | ?       | 30.3         | 22.5          | 15.1        | 11.0        | –             | –                 | –             | –              | 7.8  |  |  |  |
| Ipsos Perú/América             | 2 oct 2022     | ?       | 35.2         | 21.9          | 17.2        | 9.2         | –             | –                 | –             | –              | 13.3 |  |  |  |
| El Poder de La Gente           | 22–23 sep 2022 | 1500    | 17.2         | 19.1          | 20.7        | 14.7        | 13.1          | –                 | –             | –              | 1.6  |  |  |  |
| Pulso Nacional                 | 12–22 sep 2022 | 5041    | 21.8         | 14.9          | 15.8        | 8.4         | 13.3          | 3.8               | 4.9           | 17.1           | 4.7  |  |  |  |
| El Poder de La Gente           | 10–11 sep 2022 | 1200    | 14.5         | 16.1          | 21.4        | 16.8        | 14.2          | –                 | 11.4          | –              | 4.6  |  |  |  |
| Pulso Nacional                 | 22–30 ago 2022 | 600     | 23.0         | 15.4          | 15.9        | 6.8         | 14.0          | 4.0               | 5.2           | 15.7           | 7.1  |  |  |  |
| Pentamarketing Perú            | 20–21 ago 2022 | 800     | 12.1         | 15.3          | 18.8        | 20.8        | 16.2          | –                 | 9.9           | –              | 2.0  |  |  |  |
| Luna Consultores/Cadena Sur    | 20–22 jul 2022 | 400     | 17.4         | 19.8          | 21.1        | 21.8        | 5.2           | –                 | 8.1           | 1.9            | 0.7  |  |  |  |
| Pentamarketing Perú            | 16–17 jul 2022 | 1200    | 12.8         | 16.4          | 14.4        | 18.1        | 20.7          | –                 | 10.4          | –              | 2.6  |  |  |  |
| Videre                         | 25–29 jun 2022 | 400     | 28.9         | 19.5          | 24.4        | 2.2         | 4.4           | –                 | 9.1           | 2.2            | 4.5  |  |  |  |
| Luna Consultores/Cadena Sur    | 11–13 jun 2022 | 400     | 19.5         | 13.0          | 5.9         | 29.6        | 15.2          | –                 | 1.7           | 1.7            | 10.1 |  |  |  |
| El Poder de La Gente           | 26–27 may 2022 | 826     | 13.9         | 26.8          | 20.4        | 17.8        | 10.4          | –                 | 5.1           | –              | 6.4  |  |  |  |
| CIT                            | 21–23 may 2022 | 405     | 14.0         | 21.7          | 8.8         | 9.5         | 29.3          | –                 | –             | –              | 7.6  |  |  |  |

### Preferencias de voto
La siguiente tabla enumera las preferencias de voto en bruto (incluyendo blancos, viciados y sin respuesta) y no ponderadas.
| Encuestadora/Medio             | Fecha          | Muestra | Carlos Reyes | Julio Condori | José Gálvez | José Choque | Carlos Praeli | Mercedes Nacimie. | Eduardo Ojeda | Milton Navarro | B/V  | NS/NO | Dif. |  |  |  |
| ------------------------------ | -------------- | ------- | ------------ | ------------- | ----------- | ----------- | ------------- | ----------------- | ------------- | -------------- | ---- | ----- | ---- |  |  |  |
| Encuestadora/Medio             | Fecha          | Muestra |              |               |             |             |               |                   |               |                |      |       |      |  |  |  |
| Elecciones municipales de 2022 | 2 oct 2022     | —       | 27.2         | 18.5          | 15.7        | 9.3         | 6.6           | 3.8               | 3.3           | 3.2            | 12.5 | –     | 8.7  |  |  |  |
|                                |                |         |              |               |             |             |               |                   |               |                |      |       |      |  |  |  |
| El Poder de La Gente           | 22–23 sep 2022 | 1500    | 15.4         | 17.1          | 18.5        | 13.2        | 11.7          | –                 | –             | –              | –    | 10.5  | 1.4  |  |  |  |
| El Poder de La Gente           | 10–11 sep 2022 | 1200    | 13.2         | 14.7          | 19.5        | 15.3        | 12.9          | –                 | 10.4          | –              | –    | 8.9   | 4.2  |  |  |  |
| Pulso Nacional                 | 22–30 ago 2022 | 600     | 21.8         | 14.6          | 15.1        | 6.4         | 13.3          | 3.8               | 4.9           | 14.9           | –    | 5.2   | 6.7  |  |  |  |
| Pentamarketing Perú            | 20–21 ago 2022 | 800     | 10.6         | 13.4          | 16.5        | 18.3        | 14.2          | –                 | 8.7           | –              | –    | 12.2  | 1.8  |  |  |  |
| Luna Consultores/Cadena Sur    | 20–22 jul 2022 | 400     | 11.8         | 13.3          | 14.3        | 14.8        | 3.5           | –                 | 5.5           | 1.3            | 15.3 | 16.8  | 0.5  |  |  |  |
| Pentamarketing Perú            | 16–17 jul 2022 | 1200    | 10.2         | 13.1          | 11.5        | 14.4        | 16.5          | –                 | 8.3           | –              | –    | 20.3  | 2.1  |  |  |  |
| Videre                         | 25–29 jun 2022 | 400     | 13.0         | 8.0           | 10.0        | 1.0         | 2.0           | –                 | 4.0           | 1.0            | 9.0  | 50.0  | 3.0  |  |  |  |
| Luna Consultores/Cadena Sur    | 11–13 jun 2022 | 400     | 10.5         | 7.0           | 3.2         | 15.9        | 8.2           | –                 | 0.9           | 0.9            | 15.7 | 30.5  | 5.4  |  |  |  |
| El Poder de La Gente           | 26–27 may 2022 | 826     | 11.2         | 21.6          | 16.5        | 14.4        | 8.4           | –                 | 4.1           | –              | 3.1  | 16.2  | 5.1  |  |  |  |
| CIT                            | 21–23 may 2022 | 405     | 5.9          | 9.1           | 3.7         | 4.0         | 12.3          | –                 | –             | –              | 11.6 | 46.4  | 3.2  |  |  |  |

## Resultados

### Sumario general
|                                                                                                 |                                                 |              |              |              |           |           |
| Partidos y coaliciones                                                                          | Partidos y coaliciones                          | Voto popular | Voto popular | Voto popular | Regidores | Regidores |
| Partidos y coaliciones                                                                          | Partidos y coaliciones                          | Votos        | %            | +/−          | Total     | +/−       |
|                                                                                                 | Uno por Ica (U)                                 | 66,360       | 31.05        | Nuevo        | 8         | +8        |
|                                                                                                 | Alianza para el Progreso (APP)                  | 45,250       | 21.17        | +17.96       | 2         | +2        |
|                                                                                                 | Movimiento Regional Obras por la Modernidad (G) | 38,260       | 17.90        | –7.96        | 2         | –6        |
|                                                                                                 | Renovación Popular (RP)                         | 22,597       | 10.57        | Nuevo        | 1         | +1        |
|                                                                                                 | Podemos Perú (PP)                               | 16,023       | 7.50         | Nuevo        | 0         | ±0        |
|                                                                                                 | Somos Perú (SP)                                 | 9,249        | 4.33         | n/a          | 0         | ±0        |
|                                                                                                 | Fuerza Popular (FP)                             | 8,028        | 3.76         | –10.52       | 0         | –1        |
|                                                                                                 | Acción Popular (AP)                             | 7,935        | 3.71         | n/a          | 0         | ±0        |
|                                                                                                 |                                                 |              |              |              |           |           |
| Total                                                                                           | Total                                           | 213,702      |              |              | 13        | ±0        |
|                                                                                                 |                                                 |              |              |              |           |           |
| Votos válidos                                                                                   | Votos válidos                                   | 213,702      | 87.47        | +5.07        |           |           |
| Votos en blanco                                                                                 | Votos en blanco                                 | 11,616       | 4.75         | –2.02        |           |           |
| Votos nulos                                                                                     | Votos nulos                                     | 18,983       | 7.77         | –3.06        |           |           |
| Votos emitidos                                                                                  | Votos emitidos                                  | 244,301      | 80.23        | –4.46        |           |           |
| Abstenciones                                                                                    | Abstenciones                                    | 60,218       | 19.77        | +4.46        |           |           |
| Votantes registrados                                                                            | Votantes registrados                            | 304,519      |              |              |           |           |
|                                                                                                 |                                                 |              |              |              |           |           |
| Fuente:                                                                                         |                                                 |              |              |              |           |           |
| Notas al pie: 1 Comparado con los resultados de Perú Libertario (PL) en las elecciones de 2018. |                                                 |              |              |              |           |           |
| Notas al pie:                                                                                   |                                                 |              |              |              |           |           |
| 1 Comparado con los resultados de Perú Libertario (PL) en las elecciones de 2018.               |                                                 |              |              |              |           |           |

### Concejo Provincial de Ica
| Cargo                      | Autoridad electa         | Partido político | Partido político                            |
| -------------------------- | ------------------------ | ---------------- | ------------------------------------------- |
| Alcalde Provincial de Ica  | Carlos Reyes Roque       |                  | Uno por Ica                                 |
| Regidor Provincial de Ica  | Epifaneo Quispe Vilca    |                  | Uno por Ica                                 |
| Regidora Provincial de Ica | Leydy Loayza Mendoza     |                  | Uno por Ica                                 |
| Regidor Provincial de Ica  | Carlos Ponce Aparicio    |                  | Uno por Ica                                 |
| Regidora Provincial de Ica | Nélida García Ramos      |                  | Uno por Ica                                 |
| Regidor Provincial de Ica  | Jorge Hinostroza Alejo   |                  | Uno por Ica                                 |
| Regidora Provincial de Ica | Yngrid Ramos Oré         |                  | Uno por Ica                                 |
| Regidor Provincial de Ica  | Vicente Astohuamán Junes |                  | Uno por Ica                                 |
| Regidora Provincial de Ica | Ana Huarcaya Pampañaupa  |                  | Uno por Ica                                 |
| Regidor Provincial de Ica  | Yessica Puchuri Manco    |                  | Alianza para el Progreso                    |
| Regidor Provincial de Ica  | José Escate Espinoza     |                  | Alianza para el Progreso                    |
| Regidora Provincial de Ica | Celia Agreda de Raffo    |                  | Movimiento Regional Obras por la Modernidad |
| Regidor Provincial de Ica  | Teofilo Guillen Antezana |                  | Movimiento Regional Obras por la Modernidad |
| Regidor Provincial de Ica  | José Rubio Quijandria    |                  | Renovación Popular                          |

## Elecciones municipales distritales

### Sumario general
| Partidos y coaliciones                                                                          | Partidos y coaliciones                          | Voto popular | Voto popular | Voto popular | Regidores | Regidores |
| Partidos y coaliciones                                                                          | Partidos y coaliciones                          | Votos        | %            | +/−          | Total     | +/−       |
| ----------------------------------------------------------------------------------------------- | ----------------------------------------------- | ------------ | ------------ | ------------ | --------- | --------- |
|                                                                                                 | Alianza para el Progreso (APP)                  | 32,017       | 26.06        | +19.91       | 5         | +4        |
|                                                                                                 | Movimiento Regional Obras por la Modernidad (G) | 27,279       | 22.21        | –8.91        | 4         | –3        |
|                                                                                                 | Uno por Ica (U)                                 | 26,241       | 21.36        | Nuevo        | 3         | +3        |
|                                                                                                 | Renovación Popular (RP)                         | 16,812       | 13.69        | Nuevo        | 1         | +1        |
|                                                                                                 | Somos Perú (SP)                                 | 7,307        | 5.95         | n/a          | 0         | ±0        |
|                                                                                                 | Podemos Perú (PP)                               | 5,526        | 4.50         | Nuevo        | 0         | ±0        |
|                                                                                                 | Acción Popular (AP)                             | 4,798        | 3.91         | –1.29        | 0         | ±0        |
|                                                                                                 | Fuerza Popular (FP)                             | 1,339        | 1.09         | –10.85       | 0         | ±0        |
|                                                                                                 | Frente de la Esperanza (FE)                     | 683          | 0.56         | Nuevo        | 0         | ±0        |
|                                                                                                 | Partido Morado (PM)                             | 490          | 0.40         | Nuevo        | 0         | ±0        |
|                                                                                                 | Avanza País (AvP)                               | 283          | 0.23         | –18.18       | 0         | –1        |
|                                                                                                 | Perú Libre (PL)1                                | 74           | 0.06         | –0.36        | 0         | ±0        |
|                                                                                                 |                                                 |              |              |              |           |           |
| Total                                                                                           | Total                                           | 122,849      |              |              | 13        | ±0        |
|                                                                                                 |                                                 |              |              |              |           |           |
| Votos válidos                                                                                   | Votos válidos                                   | 122,849      | 87.72        | +2.69        |           |           |
| Votos en blanco                                                                                 | Votos en blanco                                 | 9,143        | 6.53         | –1.95        |           |           |
| Votos nulos                                                                                     | Votos nulos                                     | 8,060        | 5.76         | –0.73        |           |           |
| Votos emitidos                                                                                  | Votos emitidos                                  | 140,052      | 83.14        | –3.14        |           |           |
| Abstenciones                                                                                    | Abstenciones                                    | 28,409       | 16.86        | +3.14        |           |           |
| Votantes registrados                                                                            | Votantes registrados                            | 168,461      |              |              |           |           |
|                                                                                                 |                                                 |              |              |              |           |           |
| Fuente:                                                                                         |                                                 |              |              |              |           |           |
| Notas al pie: 1 Comparado con los resultados de Perú Libertario (PL) en las elecciones de 2018. |                                                 |              |              |              |           |           |
| Notas al pie:                                                                                   |                                                 |              |              |              |           |           |
| 1 Comparado con los resultados de Perú Libertario (PL) en las elecciones de 2018.               |                                                 |              |              |              |           |           |

### Resultados por distrito
La siguiente tabla enumera el control de los distritos de la provincia de Ica. El cambio de mando de una organización política se resalta del color de ese partido.
| Distrito                | Alcalde(sa) titular       | Partido político | Partido político         | Alcalde(sa) electo(a)   | Partido político | Partido político         |
| ----------------------- | ------------------------- | ---------------- | ------------------------ | ----------------------- | ---------------- | ------------------------ |
| La Tinguiña             | Juan Roque Hernández      |                  | Obras por la Modernidad  | Juan Vargas Valle       |                  | Uno por Ica              |
| Los Aquijes             | Hermelinda Alejo Coronado |                  | Alianza para el Progreso | Edward Amoroto Ramos    |                  | Obras por la Modernidad  |
| Ocucaje                 | Rolando Jayo Melgar       |                  | Unidos por la Región     | Laura Peña Valencia     |                  | Alianza para el Progreso |
| Pachacútec              | Walter Donayre Cahua      |                  | Vamos Perú               | Luis Huarcaya Alvites   |                  | Obras por la Modernidad  |
| Parcona                 | José Choque Gutiérrez     |                  | Avanza País              | Lenin Cruces Crisóstomo |                  | Alianza para el Progreso |
| Pueblo Nuevo            | Martín Ravello Morales    |                  | Obras por la Modernidad  | Hebert Gonzales Arcos   |                  | Alianza para el Progreso |
| Salas                   | Juan Quijandría Lavarello |                  | Obras por la Modernidad  | Javier Fernández Matta  |                  | Obras por la Modernidad  |
| San José de los Molinos | Luis Ramos Mendoza        |                  | Obras por la Modernidad  | Jorge Pérez Hernández   |                  | Renovación Popular       |
| San Juan Bautista       | Juan Musto Lazarte        |                  | Unidos por la Región     | Jorge Quispe Saavedra   |                  | Uno por Ica              |
| Santiago                | Leonardo Guerrero Silva   |                  | Obras por la Modernidad  | Ismael Carpio Solís     |                  | Alianza para el Progreso |
| Subtanjalla             | Manuel Cabrera Huayanca   |                  | Obras por la Modernidad  | Andrés Farfán García    |                  | Uno por Ica              |
| Tate                    | Jose Ascencio Mendoza     |                  | Vamos Perú               | Félix Ramos Peña        |                  | Obras por la Modernidad  |
| Yauca del Rosario       | Nilton Peves Esquivel     |                  | Obras por la Modernidad  | Luz Minas de Calderón   |                  | Alianza para el Progreso |